# Astro Ceria
Astro Ceria – malezyjska stacja telewizyjna adresowana do dzieci. Została uruchomiona w 2006 roku jako pierwszy malezyjski kanał o tej tematyce.
Ramówka Astro Ceria składa się z programów przeznaczonych dla dzieci w wieku 4–14 lat.